# Solo (песня Clean Bandit)
«Solo» (с англ. — «В одиночку») — песня британской группы электронной музыки Clean Bandit, записанная при участии американской певицы Деми Ловато и вокала Камиллы Перселл. Песня была выпущена 18 мая 2018 года в качестве сингла, лейблом Atlantic Records. Текст песни был написан Грэйс Чатто, Джеком Паттерсоном, Деми Ловато, Камиллой Перселл и Фредом Гибсоном.
Песня достигла первого места в чартах Австрии, Бельгии, Венгрии, Германии, Ирландии, Израиле, Литве, Польше, России, Словакии, Соединённом Королевстве, Финляндии, Чешской Республике и Швейцарии. Песня была сертифицирована как золотая в Бельгии, Дании, Франции, Германии и Новой Зеландии и платиновой в Австралии, Канаде, Италии, Испании, США и Великобритании.
Композиция «Solo» стала самой часто разыскиваемой песней в Shazam, её пытались отыскать 9,1 млн раз.

## История
Песня была впервые показана, когда танцовщица, участвовавшая в записи клипа, опубликовала в своем Instagram историю с Clean Bandit и Деми Ловато. 10 мая 2018 года, Clean Bandit в своем twitter написали — «очень рад объявить, что наш новый сингл с Деми Ловато выйдет 18/05», а также выложили обложку сингла. Камилла Перселл также в своем твиттере сообщила об участии в создании «Solo».
Вокалистка Clean Bandit, Грэйс Чатто в интервью для London Evening Standard сказала, что композиция «Solo» основывается на её опыте «трудного расставания». Она также рассказала, что песня была записана через FaceTime, потому что группа не смогла запланировать студийную сессию с Ловато. «Это было сумасшествие. Она была в студии в Алабаме, а мы были здесь. Вы знаете как это, когда связь плохая и скорость интернета постоянно меняется? Мы не очень хорошо слышали Деми, но в конечном итоге, все получилось».

## Композиция
«Solo» — это оптимистичная Электронная танцевальная песня о мастурбации несмотря на «разбитое сердце». Песня выполнена в ключе Си минор c размером темпа 105 ударов в минуту, в сочетании с прогрессией Bm-A-F♯m-G и вокальным промежутком Ловато от A3 до D5. Описанный как «гимн лета», песня открывается «плавучим производством». Музыкальный ряд состоит из смеси синтезаторов и эффектов вокодера, напоминая песню «Anywhere» в исполнении Риты Ора.

## Коммерческий успех
Песня достигла первого места Великобритании, став четвёртым британским «хит-топпером» для Clean Bandit, и первым для Деми Ловато. В Австралии песня достигла 7 строчки, став для Clean Bandit четвёртым, а для Деми Ловато вторым синглом входящем в Топ-10 страны. Композиция достигла первого места в Австрии, Чехии, Финляндии, Германии, Венгрии, Ирландии, Израиле, Литве, Польше, России, Словакии и Швейцарии, а также вошла в первую десятку в Австралии, Бельгии, Хорватии, Дании, Франции, Греции, Латвии, Ливане, Норвегии, Португалии, Румынии, Шотландии, Сингапуре, Словении, Швеции и Швейцарии.

## Живое выступление
Песня была добавлена в сет-лист европейского тура Деми Ловато Tell Me You Love Me World Tour. 9 июня 2018 года, Clean Bandit во время своего сета на фестивале Summertime Ball, организованный Capital FM, исполнили песню вместе с Ловато, приехавшую в ранге специального гостя.

## Музыкальное видео
31 мая 2018 года, был выпущен официальный клип, где в главных ролях участники Clean Bandit и Деми Ловато. В начале видео показаны Грэйс Чатто и её «любовник», по мере того, как споры становятся все более и более жестокими, Чатто захватывает свой лонгборд и едет в город, где она заезжает в прачечную. Пройдя мимо стиральных машин, Чатто попадает в кабинет «дежурного», где оплачивает что-то неизвестное. Затем девушка из кабинета едет лонгборде за «лекарством» к Джеку и Люку Паттерсонам, у которых своя лаборатория. Затем девушка из кабинета передает Чатто в парке «лекарство», которое добавляет в еду для «любовника». В конце концов, с помощью «лекарства», Чатто превращает своего жестокого партнёра в радужного золотого лабрадора. В видео присутствует момент с Чатто, которая лежит на шезлонге, с испаряющимся лицом, подразумевая мастурбацию. Деми Ловато на протяжении всего ролика, делает краткие выступления со своим вокалом.
17 августа 2018 года, была выпущена японская версия клипа. Видео было снято в Киото и фокусируется на дихотомии попыток, отделить свои чувства и начать двигаться дальше от своего прошлого, оставить свою внутреннюю суматоху, которая находиться вместе с ним. В клипе можно увидеть очень популярную местную танцовщицу по имении Нана из танцевальной группы KiKiRara. Нана показывает желание отделиться (одетая как Майко), а также желание повиснуть, изображающейся как леди в чёрном костюме. Музыкальное видео было снято в исторических туристических местах Киото. Режиссёром выступил Ютака Обара.
По состоянию на 10 июля 2024 года клип имеет более 1 миллиардов просмотров на YouTube.

## Издания
- Цифровая загрузка[22]

1. «Solo» (featuring Demi Lovato) — 3:42

- Цифровая загрузка — Wideboys remix[23]

1. «Solo» (featuring Demi Lovato) (Wideboys remix) — 3:08

- Цифровая загрузка — acoustic version[24]

1. «Solo» (featuring Demi Lovato) (acoustic) — 3:45

- Цифровая загрузка — Ofenbach remix[25]

1. «Solo» (featuring Demi Lovato) (Ofenbach remix) — 3:48

- Цифровая загрузка — Sofi Tukker remix[26]

1. «Solo» (featuring Demi Lovato) (Sofi Tukker remix) — 3:24

- Цифровая загрузка — M-22 remix[27]

1. «Solo» (featuring Demi Lovato) (M-22 remix) — 5:15

- Цифровая загрузка — Latin remix[28]

1. «Solo» (featuring Demi Lovato) (Latin remix) — 3:42

- Цифровая загрузка — Yxng Bane remix[29]

1. «Solo» (featuring Demi Lovato) (Yxng Bane Remix) — 3:41

- Цифровая загрузка — Seeb remix[30]

1. «Solo» (featuring Demi Lovato) (Seeb remix) — 3:14

## Участники записи
По данным с сайта Tidal.
- Грэйс Чатто — производство, виолончель, сведение
- Джек Паттерсон — производство, гитара, сведение, синтезатор
- Фред — производство, клавишные, программирование ударных, синтезатор
- Люк Паттерсон — ударные
- Марк Ральф — производство, сведение
- Том АД Фуллер — микс инжиниринг
- Стюарт Хокс — мастер инжиниринг
- Митч Аллан — инжиниринг
- Майк Хорнер — инжиниринг
- Камила Перселл — бэк-вокал
- Джеймс Бойд — виолончель
- Беатрис Филипс — скрипка
- Стефани Бенедетти — скрипка

## Чарты и сертификация
| Чарт (2018)                                | Высшая позиция |
| ------------------------------------------ | -------------- |
| Аргентина (Argentina Hot 100)              | 44             |
| Австралия (ARIA)                           | 7              |
| Австралия (ARIA Dance)                     | 1              |
| Австрия (Ö3 Austria Top 40)                | 1              |
| Бельгия/Фландрия (Ultratop 50)             | 3              |
| Бельгия/Валлония (Ultratop 50)             | 1              |
| Боливия (Monitor Latino)                   | 6              |
| Болгария (PROPHON)                         | 1              |
| Канада (Billboard Canadian Hot 100)        | 14             |
| Канада (Billboard CHR/Top 40)              | 15             |
| Колумбия (National Report)                 | 47             |
| Хорватия (HRT)                             | 2              |
| Чехия (Rádio — Top 100)                    | 2              |
| Чехия (Singles Digitál Top 100)            | 1              |
| СНГ (TopHit)                               | 1              |
| Дания (Tracklisten)                        | 4              |
| Эквадор (Monitor Latino)                   | 13             |
| Европа (Billboard Euro Digital Songs)      | 1              |
| Финляндия (Suomen virallinen lista)        | 1              |
| Франция (SNEP)                             | 4              |
| Германия (GfK)                             | 1              |
| Греция (IFPI Greece Digital Singles)       | 5              |
| Венгрия (Dance Top 40)                     | 1              |
| Венгрия (Rádiós Top 40)                    | 1              |
| Ирландия (IRMA)                            | 1              |
| Израиль (Media Forest)                     | 1              |
| Италия (FIMI)                              | 16             |
| Латвия (Latvijas Top 40)                   | 3              |
| Ливан (Lebanese Top 20)                    | 5              |
| Люксембург (Billboard Digital Songs)       | 2              |
| Малайзия (RIM)                             | 16             |
| Мексика (Monitor Latino)                   | 15             |
| Мексика (Billboard Mexico Ingles Airplay)  | 1              |
| Нидерланды (Dutch Top 40)                  | 4              |
| Нидерланды (Single Top 100)                | 14             |
| Новая Зеландия (Recorded Music NZ)         | 21             |
| Норвегия (VG-lista)                        | 3              |
| Польша (Polish Airplay Top 100)            | 1              |
| Польша (Dance Top 50)                      | 3              |
| Португалия (AFP)                           | 5              |
| Румыния (Airplay 100)                      | 3              |
| Россия (TopHit)                            | 1              |
| Шотландия (OCC Scotland)                   | 2              |
| Сингапур (RIAS)                            | 5              |
| Словакия (Rádio — Top 100)                 | 10             |
| Словакия (Singles Digitál Top 100)         | 1              |
| Словения (SloTop50)                        | 1              |
| Испания (PROMUSICAE)                       | 27             |
| Швеция (Sverigetopplistan)                 | 2              |
| Швейцария (Schweizer Hitparade)            | 2              |
| Великобритания (OCC UK Singles)            | 1              |
| Украина (TopHit)                           | 17             |
| США (Billboard Hot 100)                    | 58             |
| США (Billboard Adult Pop Airplay)          | 40             |
| США (Billboard Dance Club Songs)           | 22             |
| США (Billboard Hot Dance/Electronic Songs) | 4              |
| США (Billboard Pop Airplay)                | 33             |
| Венесуэла (National-Report)                | 88             |

| Чарт (2018)                                | Позиция |
| ------------------------------------------ | ------- |
| Австралия (ARIA)                           | 67      |
| Австрия (Ö3 Austria Top 40)                | 4       |
| Бельгия/Фландрия (Ultratop)                | 12      |
| Бельгия/Валлония (Ultratop)                | 10      |
| Канада (Canadian Hot 100)                  | 53      |
| СНГ (Tophit)                               | 8       |
| Дания (Tracklisten)                        | 22      |
| Эстония (IFPI)                             | 14      |
| Германия (GfK)                             | 8       |
| Ирландия (IRMA)                            | 12      |
| Израиль (Galgalatz)                        | 13      |
| Италия (FIMI)                              | 46      |
| Нидерланды (Dutch Top 40)                  | 17      |
| Нидерланды (Single Top 100)                | 38      |
| Польша (ZPAV)                              | 4       |
| Румыния (Airplay 100)                      | 39      |
| Россия (Tophit)                            | 13      |
| Словения (SloTop50)                        | 19      |
| Швеция (Sverigetopplistan)                 | 10      |
| Швейцария (Schweizer Hitparade)            | 15      |
| Великобритания (UK Singles Chart)          | 16      |
| США (Billboard Hot Dance/Electronic Songs) | 9       |

| Регион                                                                      | Сертификация  | Продажи   |
| --------------------------------------------------------------------------- | ------------- | --------- |
| Австралия (ARIA)                                                            | 3× Платиновый | 210 000   |
| Австрия (IFPI Austria)                                                      | 2× Платиновый | 60 000    |
| Бельгия (BEA)                                                               | Платиновый    | 40 000    |
| Канада (Music Canada)                                                       | 4× Платиновый | 320 000   |
| Дания (IFPI Danmark)                                                        | 2× Платиновый | 180 000   |
| Франция (SNEP)                                                              | Бриллиантовый | 333 333   |
| Германия (BVMI)                                                             | 3× Золотой    | 600 000   |
| Италия (FIMI)                                                               | 2× Платиновый | 100 000   |
| Новая Зеландия (RMNZ)                                                       | Золотой       | 15 000    |
| Норвегия (IFPI Norway)                                                      | 3× Платиновый | 180 000   |
| Польша (ZPAV)                                                               | Бриллиантовый | 100 000   |
| Португалия (AFP)                                                            | 2× Платиновый | 20 000    |
| Испания (PROMUSICAE)                                                        | 2× Платиновый | 120 000   |
| Великобритания (BPI)                                                        | 2× Платиновый | 1 200 000 |
| США (RIAA)                                                                  | Платиновый    | 1 000 000 |
| Данные о продажах + прослушиваниях приведены только на основе сертификации. |               |           |

## История релиза
| Регион            | Дата           | Формат                        | Версия            | Издатель | Прим.   |
| ----------------- | -------------- | ----------------------------- | ----------------- | -------- | ------- |
| Различные         | 18 мая 2018    | цифровая дистрибуция стриминг | Original          | Atlantic | [ 22 ]  |
| Италия            | 25 мая 2018    | Радио современных хитов       | Original          | Warner   | [ 126 ] |
| Различные         | 25 мая 2018    | цифровая дистрибуция стриминг | Wideboys remix    | Atlantic | [ 23 ]  |
| Различные         | 15 June 2018   | цифровая дистрибуция стриминг | Acoustic version  | Atlantic | [ 24 ]  |
| Различные         | 15 June 2018   | цифровая дистрибуция стриминг | Ofenbach remix    | Atlantic | [ 25 ]  |
| Различные         | 15 June 2018   | цифровая дистрибуция стриминг | Sofi Tukker remix | Atlantic | [ 26 ]  |
| Соединённые Штаты | 19 июня 2018   | Радио современных хитов       | Original          | Big Beat | [ 127 ] |
| Соединённые Штаты | 25 июня 2018   | Hot adult contemporary        | Original          | Big Beat | [ 128 ] |
| Различные         | 29 июня 2018   | цифровая дистрибуция стриминг | M-22 remix        | Atlantic | [ 27 ]  |
| Различные         | 20 июля 2018   | цифровая дистрибуция стриминг | Latin remix       | Atlantic | [ 28 ]  |
| Различные         | 27 июля 2018   | цифровая дистрибуция стриминг | Yxng Bane remix   | Atlantic | [ 29 ]  |
| Различные         | 3 августа 2018 | цифровая дистрибуция стриминг | Seeb remix        | Atlantic | [ 30 ]  |

## Награды и номинации
| Год  | Награда              | Номинированная работа | Категория                   | Результат | Прим.           |
| ---- | -------------------- | --------------------- | --------------------------- | --------- | --------------- |
| 2019 | Global Awards 2019   | «Solo»                | Лучшая песня                | Номинация | [ 129 ]         |
| 2019 | Brit Awards 2019     | «Solo»                | Лучший британский сингл     | Номинация | [ 130 ] [ 131 ] |
| 2019 | Brit Awards 2019     | «Solo»                | Лучший британский видеоклип | Номинация | [ 130 ] [ 131 ] |
| 2019 | Swedish GAFFA Awards | «Solo»                | Лучшая иностранная песня    | Номинация | [ 132 ]         |